# 太空地质学研究计划

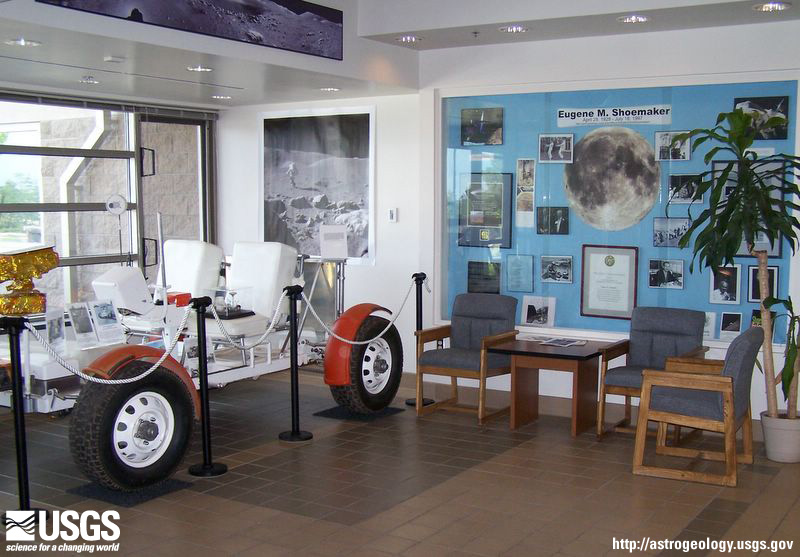
陈列在美国地质调查局舒梅克大楼入口处的月球车，这是一款用于在亚利桑那州弗拉格斯塔夫训练宇航员的月球车。

天体地质科学中心（Astrogeology Science Center）是美国地质调查局下属的一个实体，主要负责研究行星地质和行星地图测绘。该中心于1963年由尤金·摩尔·舒梅克创立，地址位于亚利桑那州弗拉格斯塔夫市舒梅克大楼内，旨在提供月球地质测绘，并作为阿波罗计划的一部分，协助培训前往月球的宇航员。
自成立以来，天体地质科学中心一直参与处理和分析太阳系内各行星体的探测任务数据，协助寻找探测车的可能着陆点，绘制我们邻近行星及其卫星的地图，并开展更好地了解这些天体上地质起源、演化及作用过程的研究。

## 早期
尤金·休梅克于 1960 年 8 月 25 日创立了太空地质学研究计划，该计划起始于加利福尼亚州门洛帕克美国地质调查中心的“天体地质研究小组”[3]。从1962 年 12 月起，研究计划移至亚利桑那州弗拉格斯塔夫市，即旗手市（1963 年完成），选择旗手市的原因是因为那里靠近流星陨坑和旧金山火山场的火山口和熔岩流。舒梅克博士于 1993 年从美国地质调查局退休，但一直保留有美国地质调查局名誉身份并与洛厄尔天文台保持联系，直到1997年在澳大利亚的一场车祸中去世。
尤金参与了月球徘徊者和勘测者计划以及后来的阿波罗载人计划。1994年，在完成克莱门汀号项目数据研究后，结束了对月球的研究，他当时是该项目科学团队负责人。尤金还与他的妻子、行星天文学家卡罗琳及同事大卫·列维密切合作，发现了舒梅克-列维彗星（1994年撞击木星），使他们享誉全球，这只是尤金诸多伟大的成就之一。
自1963年起，天体地质科学中心在培训宇航员探索月球表面以及支持载人和无人任务设备测试方面发挥了重要作用。
作为宇航员训练的一部分，美国地质勘探局和美国宇航局的地球科学家在20世纪60年代和70年代初开展了一系列的讲座和实地考察，向宇航员传授地球和月球地质学基础知识。实地考察包括游览大峡谷，以展示随时间发展的地质结构；旗手市洛厄尔天文台、图森基特峰国家天文台和海军天文台弗拉格斯塔夫站（NOFS）；旗手市以东的巴林杰陨石坑；旗手市地区日落火山口火山灰锥及附近的熔岩流。这项训练对于让宇航员掌握观察月球表面情况的技能以及理解并采集样本以供日后返回地球进行研究至关重要。
事实证明，旗手市周围的火山场在测试设备和训练宇航员方面特别有用。计划用于勘测者项目的相机在日落火山口国家公园的博尼托熔岩流（Bonito）进行了测试，因为该熔岩流似乎与月球表面的熔岩流很相似。在旗手市附近的煤渣湖火山区建立了一片人造撞击坑场，以模拟类似美国计划首次载人登月的着陆场。
1964年，杰克·施密特在获得哈佛大学博士学位后不久，就以一名地质学家身份加入弗拉格斯塔夫科学中心的天体地质团队，除了协助月球地质测绘工作外，他还主持了月球表面地质学研究项目。1964年底，当美国宇航局宣布特别招募科学家宇航员时，施密特提出了申请。在1000多名申请者中，有6人被选中，在这六人中，约瑟夫·科文、欧文·加里欧特和爱德华·吉布森将在1973年和1974年参加天空实验室飞行任务，而施密特将在阿波罗17号任务中登月。

## 当今
今天，美国地质调查局天体地质科学中心的使命是通过以下方式为国家、国际行星学界和公众寻求太阳系新知识服务：
- 开展促进行星测绘、地球科学及遥感等领域创新的基础研究；
- 为行星遥感数据的科学和制图分析开发最先进的软件和技术
- 参与太空探索任务的协作规划和运作；
- 制作作为国际公认基准的精确地图产品；
- 建立促进国际一致性的数据文件和绘图标准；
- 存储和发布数据和产品，通过现代技术实现高效访问

美国地质调查局天体地质科学中心参与了所有阶段的太阳系太空飞行任务，包括为任务规划提供科学信息、创建基础地理空间数据产品、提供着陆点地图和特征描述、探测车和轨道器的运行操控，以及确保任务返回数据的长期可访问性。
涉及美国地质调查局太空地质学研究计划的以前、最近、正在进行和即将进行的太空任务包括：

- 月球勘测轨道飞行器
- 火星勘测轨道飞行器
- 卡西尼-惠更斯号土星任务
- 火星探测车任务
- 火星奥德赛号
- 克莱门汀号（月球轨道飞行器）
- 月球轨道计划
- 旅行者号
- 伽利略号探测器（环绕木星运行）
- 水手10号
- 火星探路者号
- 火星全球探勘者号
- 火星观察者号、火星极地着陆者号和火星气候探测者号
- 火星科学实验室
- 深空1号
- 月球勘探者
- 会合-舒梅克号（近地小行星交会）
- 麦哲伦号金星探测器（金星雷达测绘轨道器）

## 另请查看
- 成像仪和光谱仪集成软件（Isis）—美国地质调查局开发的一种专门软件包，用于处理当前和过去美国宇航局行星任务收集的图像和光谱。
- 月球机器人天文台